# Fruela I das Astúrias

Emblema do Reino das Astúrias.

Fruela I das Astúrias (722 — Cangas de Onís, 768) (Froila em galego-português) foi rei das Astúrias (757 - 768). Foi filho de Afonso I das Astúrias e continuou a obra do pai.
Apelidado de O Cruel pela sua rígida disciplina, suprimiu uma revolta do País Basco, onde foi buscar Munia, uma senhora de família nobre, para mais tarde vir a ser a sua esposa. Deste casamento nasceu Afonso (que viria a tornar-se Afonso II das Astúrias).
Durante o seu reinado, foi fundada a cidade de Oviedo, a 25 de Novembro de 761, com a edificação de uma igreja em homenagem a São Vicente, pelo abade Máximo e seu tio Fromestano, contribuindo para a manutenção das boas relações entre a Igreja e os reis de Astúrias.
Fruela não teve um final de reinado feliz. Assassinou o seu irmão Vimarano e, para o desassossego da nobreza, nomeou para seu sucessor Vermudo,  filho de Vimarano (não deve ser confundido com o primo de Fruela Vermudo I). Porém, a nobreza insurgiu-se contra o rei, culminando no assassinato de Fruela em Cangas de Onís, subindo ao trono Aurélio.
Os túmulos de Fruela e sua esposa Munia encontram-se na catedral de Oviedo.

## Relações familiares
Foi filho de Afonso I das Astúrias  e de Ermesinda, filha de Pelágio das Astúrias, que deu início à guerra da reconquista.
Casou com prima de segundo grau, Munia de quem teve:
- Afonso II das Astúrias "O Casto" (ca.760 - 842), Rei das Astúrias de 791 a 842. Casou com Berta, possivelmente membro da casa real de França.
- Ximena Fruelaz, Infanta das Astúrias e esposa de Sancho Díaz, Conde da antiga Saldanha, com quem teve um filho.
- Uma Filha de nome desconhecido casada com , Nepociano das Astúrias e sem descendentes.